# Rambøll
Rambøll Gruppen A/S er en global rådgivende ingeniør-, arkitekt- og konsulentvirksomhed grundlagt i København med aktiviteter verden over.
Rambølls forretningsenheder i Danmark består af "Rambøll Danmark", "Rambøll Vand", "Rambøll Miljø & Sundhed", "Rambøll Energi" og "Rambøll Management Consulting". Selskabet har hovedkontor i Ørestad på Amager og har i alt 12 kontorer i Danmark.
Rambøll arbejder med teknisk rådgivning inden for byggeri, trafik, transport og infrastruktur, byudvikling, vand, miljø og sundhed, energi, og telekommunikation. Derudover arbejder Rambøll som management konsulenter og arkitekter. Rambøll er Nordens største arkitektvirksomhed.

## Rambøll Gruppen
Rambølls selskaber i Danmark er en del af Rambøll Gruppen, som med sine 16.000 medarbejdere er det næststørste nordiske ingeniørrådgiverfirma. Rambøll Gruppen har kontorer i Danmark, Sverige, Norge, Finland, Storbritannien, Indien, Tyskland, Mellemøsten, Singapore, Rumænien og U.S.A. m.fl. samt forretningsområderne Byggeri (herunder både ingeniørrådgivning og arkitektur), Transport, Byudvikling, Vand, Miljø & Sundhed, Energi og Management Consulting. Rambøll Gruppen havde i 2019 et driftsresultat før goodwillafskrivninger (EBITA) på 763,0 millioner kroner og har ca. 16.000 ansatte.
Rambøll Gruppen ejes af Rambøll Fonden, der støtter forskning inden for særligt naturvidenskab og teknik. Nogle få procent af Rambøll Gruppen ejes af medarbejderne.

## Historie
Rambøll & Hannemann blev grundlagt den 14. oktober 1945 af Børge Johannes Rambøll og Johan Georg Hannemann.
I 1981 købte Rambøll & Hannemann managementvirksomheden Gert Hansen A/S, som blev til Rambøll Management Consulting, og i 1982 trafikplanlægningsvirksomheden Anders Nyvig A/S. Rambøll & Hannemann fusionerede i 1991 med B. Højlund Rasmussen, og efter nogle år under navnet "Rambøll, Hannemann & Højlund" skiftede firmaet i 1995 navn til "Rambøll".
Rambøll har de senere årtier opkøbt en lang række selskaber typisk fra Norden og Storbritannien inden for rådgivning, energi og byggeri. I december 2014 annonceredes opkøbet af den amerikanske miljørådgiver ENVIRON, der tilførte Rambøll 1.500 nye medarbejdere og repræsentation i en række lande, hvor man ikke var repræsenteret tidligere. I december 2018 fulgte annonceringen af opkøbet af den amerikanske rådgivende ingeniørvirksomhed OBG, der tilførte 900 medarbejdere.
I januar 2020 blev den verdenskendte arkitektvirksomhed Henning Larsen Architects en del af Rambøll.

## Større projekter
Rambøll har været byggerirådgiver for bl.a. Operahuset i København, Mærskbygningen - udvidelsen af Panum, Dokk1 i Aarhus, Carlsberg Byen og Bohrs Tårn, Elefanthuset i København Zoo, Bella Sky, samt Museet for Søfart i Helsingør.
Rambøll har også været eller er involveret i en lang række større projekter i Danmark og udlandet inden for transport og infrastruktur: Femern Bælt-forbindelsen (2021), Nordhavnsvej i København, broen Queensferry Crossing over Firth of Forth i Skotland (2016) og Øresundsforbindelsen (2000).